# Малешево (горы)
Мале́шево, Малеше́вска-Планина́ (болг. Малешевска планина) — горный массив на юго-западе Болгарии и востоке Северной Македония. Часть Осоговско-Беласицкой горной гряды. Самой высокой точкой является Илёв-Врых (1803 метра).
Общая площадь — 497 квадратных километров. Животный и растительный мир отличается большим разнообразием.
Здесь находятся болгарские сёла: Крупник, Сушица, Горна-Брезница, Сливница, Горна-Крушица, Вракуповица, Каменица, Гореме, Горна-Рибница, Кырпелево, Клепало, Цапарево, Микрево, Раздол, Драката, Добри-Лаки, Колибите, Седелец, Велюштец, Палат, Махалата, Вылково, Никудин, Игралиште, Крыстилци, Струма, Лебница.